# Annie Rensselaer Tinker
Annie Rensselaer Tinker, née le 24 octobre 1884 à New-York et morte le 21 février 1924 à Londres est une suffragette, infirmière bénévole et philanthrope américaine.
Née dans une famille aisée, elle part vers l'Europe et se porte volontaire comme infirmière pendant la Première Guerre mondiale, trois ans avant que les États-Unis n'entrent en guerre. À sa mort, elle lègue son héritage pour fonder l'organisation à but non lucratif Annie R. Tinker Memorial Fund, dont la mission est de fournir une aide financière aux femmes âgées retraitées. L'organisation, rebaptisée Annie Tinker Association for Women est restée active jusqu'en 2018.

## Biographie
Annie Tinker est né à New York, dans la riche famille de Henry Chapman Tinker, banquier, et de Louise Larocque Tinker, dont le père est un avocat new-yorkais notoire. Son frère est l'écrivain Edward Larocque Tinker. En grandissant, sa famille a passé des étés à Setauket, où elle a appris à naviguer.[réf. nécessaire]

### Le suffrage des femmes
Sa fortune familiale de Tinker lui a permis de se concentrer sur les questions sociétales, en particulier le droit de vote des femmes. Elle a rejoint la Woman's Political Union, une organisation sufragiste. Tinker est une cavalière expérimentée et a organisé de multiples défilés et marches de femmes, à cheval :
- En 1911, elle a dirigé une cavalerie féminine pour aider à protéger les autres suffragistes défilant dans les manifestations [2]
- En 1912, Tinker a conduit un défilé de 30 000 suffragettes sur la Cinquième Avenue[3]
- En mai 1913, Tinker et sa cavalerie participent au défilé pour le suffrage à New York [4]

Elle est également connue pour favoriser l'implication des femmes dans l'effort de guerre. Ses déclarations sur la nécessité pour les femmes de se battre aux côtés des hommes ont scandalisé la haute société de son époque .

### Première Guerre mondiale

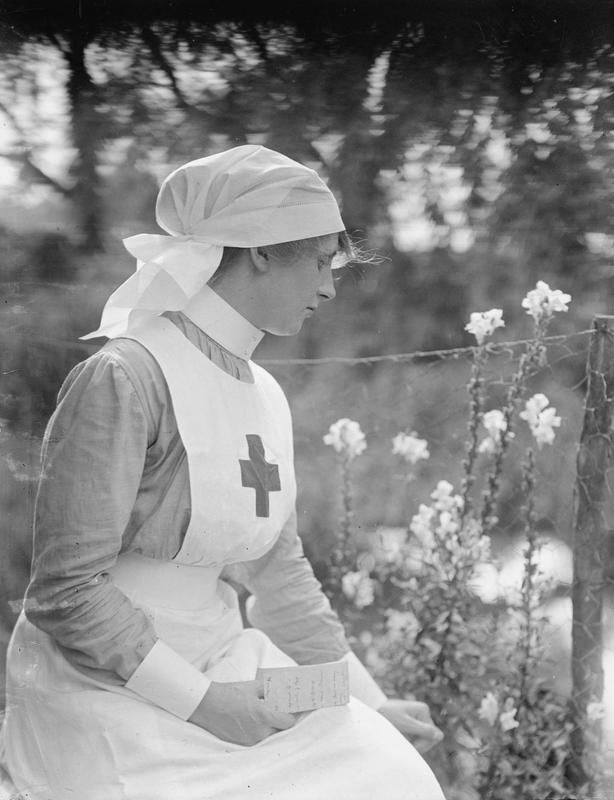
Infirmière de la Croix-Rouge britannique en uniforme (première guerre mondiale, aussi appelée 1re Guerre mondiale)

Au début de la Première Guerre mondiale en 1914, trois ans avant que les États-Unis n'entrent en guerre, Tinker se rend en Europe comme bénévole auprès de Croix-Rouge britannique. Elle y sert comme infirmière, travaillant sur les lignes de front en Belgique, en France et en Italie . Elle a été en charge d'un hôpital à Ostende, en Belgique qui est envahi par des soldats allemands alors qu'elle en est la directrice  Après la mort inattendue de son père en 1915, elle rentre chez elle pour ses funérailles, puis retourne en Europe pour servir jusqu'à la fin de la guerre .
Pour son service pendant la guerre, le gouvernement français lui décerne une médaille en 1921 .

### Vie privée
Après la fin de la Première Guerre mondiale, elle a vécu à Naples, en Italie. Elle a eu une longue relation avec Kate Darling Nelson qu'elle a désignée comme seule héritière sur son testament .
La robe de Tinker, lui vaut un commentaire du The New York Times sur sa « tenue masculine »  . Un portrait d'elle à l'âge de quinze ans la montre dans une veste de smoking pour homme, refusant les  conventions sociales .

### Décès et héritage
Sa santé a commencé à décliner à la fin de la trentaine. Elle décède après avoir subi une intervention chirurgicale pour une amygdalite, à Londres, le 21 février 1924, à l'âge de 39 ans 
Dans son testament, elle a légué une somme de deux millions de dollars pour fonder le fond Annie R. Tinker, dans le but est « d'aider les femmes qui doivent travailler pour gagner leur vie » .La  fondation est resté active jusqu'en 2018, date à laquelle elle  a légalement transféré ses actifs au New York Community Trust .

## Sources et références
1. 1 2  (en-US) The New York Community Trust, « Annie Rensselaer Tinker: Tireless Suffragist, Fearless Advocate - The New York Community Trust », 23 octobre 2019 (consulté le 11 juin 2023)
2. 1 2 3  (en) « Queer History of the Suffrage Movement », sur THE MICHIGAN GAYLY (consulté le 11 juin 2023)
3. ↑  (en) « Miss Tinker leads parad », The Port Jefferson echo. (Echo P.O., Long Island, Port Jefferson N.Y.) 1892-1931, February 17, 1912, Image 1, nos 1912/02/17,‎ 17 février 1912, p. 1 (lire en ligne, consulté le 11 juin 2023)
4. ↑  Wendy Rouse, Public Faces, Secret Lives--A Queer History of the Women's Suffrage Movement, NYU Press, 24 mai 2022 (ISBN 9781479813957, lire en ligne)
5. ↑  « Annie R. Tinker (1884–1924) », New-York Historical Society (consulté le 13 décembre 2022)
6. 1 2  « So Many Heroes! – Green-Wood », sur www.green-wood.com (consulté le 11 juin 2023)
7. ↑  (en) « Local Jottings », The Port Jefferson echo. (Echo P.O., Long Island, Port Jefferson N.Y.) 1892-1931, May 15, 1915, Image 5, nos 1915/05/15,‎ 15 mai 1915, p. 5 (lire en ligne, consulté le 11 juin 2023)
8. ↑  « Annie R. Tinker (1884–1924) », sur emuseum.nyhistory.org (consulté le 11 juin 2023)
9. 1 2  (en) « Surrogate Holds to be valid », The County review. (Riverhead, N.Y.) 1903-1950, April 09, 1925, Image 1, nos 1925/04/09,‎ 9 avril 1925, p. 1 (lire en ligne, consulté le 11 juin 2023)
10. ↑  (en) Tinker, « Annie Rensselaer Tinker (1884-1924) of East Setauket and NYC: Philanthropist, Suffragist, WWI Volunteer in Europe », Long Island History Journal (consulté le 11 décembre 2022)
11. ↑  Egan, « Former Poquott resident helps women nearly 100 years after her death », The Times Beacon Record, 28 mars 2019 (consulté le 17 décembre 2022)

- (en) Cet article est partiellement ou en totalité issu de l’article de Wikipédia en anglais intitulé « Annie Rensselaer Tinker » (voir la liste des auteurs).